# مرغداري حوضك (كوهباية الشرقي)
مرغداري حوضك (بالإنجليزية: Morghdari-ye Huzak)‏ هي منطقة سكنية تقع في إيران في قسم کوهبایة الشرقي الریفي.